# هند غربی اسپانیا
هند غربی اسپانیا (انگلیسی: Spanish West Indies) یا آنتیل‌های اسپانیا (Spanish Antilles) نام پیشین مستعمرات اسپانیا در کارائیب بود. این جزایر اولین سرزمین‌هایی بودند که توسط اروپایی‌ها در آمریکا استعمار می‌شد. هند غربی اسپانیا نیز بخشی از امپراتوری این کشور در قاره آمریکا بود که در سال ۱۸۹۸ پس از جنگ آمریکا و اسپانیا تسلیم ایالات متحده آمریکا شد. برای بیش از سه قرن، اسپانیا شبکه‌ای از بنادر در دریای کاراییب شامل هاوانا (کوبا)، سان خوآن (پورتوریکو)، کارتاخنا (کلمبیا)، وراکروز (مکزیک)، و پورتوبلو (پاناما) را کنترل می‌کرد. برخی جزایر کوچک‌تر به عنوان نتیجه جنگ یا توافق‌های دیپلماتیک در طول قرون ۱۷ و ۱۸ به دیگر قدرت‌های اروپایی فروخته شدند یا به دیگر قدرت‌های اروپایی واگذار شدند. برخی دیگر از جمله جمهوری دومینیکن، استقلال خود را در قرن ۱۹ به دست آوردند.